# Mama, I'm Coming Home
Mama, I'm Coming Home è un singolo di Ozzy Osbourne, il secondo estratto dall'album No More Tears, pubblicato il 18 novembre 1991.
Il testo è stato scritto da Lemmy Kilmister, frontman dei Motörhead, su indicazioni dategli da Osbourne, mentre la musica da Zakk Wylde.

## Descrizione
La canzone parla della consapevolezza di Ozzy che sarebbe morto se non si fosse disintossicato ed è dedicata alla moglie Sharon, che egli soprannomina "Mama", per essere rimasta con lui nonostante tutto.

## Video musicale
Per il singolo sono stati creati due videoclip. Un primo video, surreale, che ad Osbourne tuttavia non piaceva, ritenendolo poco adatto all'atmosfera della canzone. È stato quindi creato un secondo video musicale, diretto da Samuel Bayer.

## Formazione
- Ozzy Osbourne - voce
- Zakk Wylde - chitarra elettrica e acustica
- Bob Daisley - basso
- Randy Castillo - batteria

## Successo commerciale
Il singolo è l'unico di Ozzy Osbourne da solista che è riuscito a raggiungere la top 40 della classifica Billboard Hot 100, piazzandosi alla 28ª posizione; in precedenza Osbourne aveva raggiunto questo traguardo solo in duetto con Lita Ford, nel brano Close My Eyes Forever che arrivò fino all'ottavo posto.

## Classifiche
| Classifica (2025) | Posizione massima |
| ----------------- | ----------------- |
| Russia            | 95                |